# Ivone Pinton
Ivone Pinton (Cadoneghe, 8 marzo 1952) è un ex pilota automobilistico italiano, fondatore della scuderia Durango.
Il Team Durango è diretto da più di tre decenni da Ivone Pinton, ex pilota automobilistico e manager di piloti di Formula 1 e altre serie automobilistiche.
Fondatore della storica scuderia Durango, per 35 anni protagonista nelle più prestigiose serie sportive quali Gp2, Gp2 Asia Series, Auto Gp, Formula 3000 International, Formula 3000 EuroSeries, F. Renault, etc.
Nel 2003 Pinton ha partecipato, primo in Italia con una sua vettura interamente progettata e costruita, alla 24 Ore di Le Mans.

## Biografia
Ex pilota automobilistico, a metà degli anni ottanta fonda assieme a Enrico Magro il team Durango. La prima esperienza è una Formula 3 per Enrico Bertaggia nell 1984. Due anni più tardi eccolo impegnato in Formula 3000 con Ivan Capelli e Gabriele Tarquini. Nel 1988 dà vita alla Durango Equipe con sede a Mellaredo di Pianiga.
Dal 2005 Ivone Pinton è tra i promotori e partecipanti della GP2 Series, fondata da Flavio Briatore e Bernie Ecclestone.
Nel 2010 e nel 2011 è impegnato con la propria squadra in Auto GP.
Dal 2016 ha ripreso l'attività nel motorsport.

## Vicende giudiziarie
Accusato di evasione fiscale viene arrestato a Borgoricco, dopo un ordine di espiazione pena di 2 anni in regime domiciliare per reati fiscali; vengono contestate omesse dichiarazioni dei redditi per 6 milioni di euro tra gli anni 2008 e 2009 (come legale rappresentante della Quaranta srl, poi fallita).